# Zollschnur
Bei einer Zollschnur handelt es sich um einen Teil einer Variante der Nämlichkeitssicherung, wie sie beispielsweise bei Lastkraftwagen und Frachtcontainern eingesetzt wird.
Sie wird daher vornehmlich im Transportgewerbe eingesetzt und spielt vor allem bei der Zollabfertigung eine wichtige Rolle. Sie dient der Befestigung der Zollplombe, die mit der Zollschnur derart an dem Verschlussmechanismus des Transportbehälters befestigt wird, dass dieser zollamtlich versiegelt wird. Ein unbefugtes Entfernen stellt als Siegelbruch einen Ordnungswidrigkeitentatbestand dar; zudem entsteht augenblicklich die Einfuhrabgabenschuld (d. h. die Zoll-, Einfuhrumsatzsteuer- und Verbrauchsteuerschuld), was für den Versender der Waren äußerst unangenehm und teuer werden kann, falls die transportierte Ware sich nur auf der Durchfahrt durch das Zollgebiet befand.

## Aussehen
Die Zollschnur besteht in der Regel aus einem mit farbiger Schnur ummanteltetem Drahtkern. Das Tydenseal ist eine wichtige Standardplombe.